# 304 (عدد)
304 هو عدد صحيح، يلي العدد 303 وويسبق العدد 305.

## في الرياضيات

### خصائص
- عدد طبيعي.[3]
- عدد فردي.[4][5]
- عدد زوجي.[5][6]
- عدد موجب،[7] السالب منه هو -304.[8]

## في التاريخ
- 304 هـ هي سنة في التقويم الهجري.
- هي سنة 304 م في التقويم الميلادي.

## وصلات خارجية
الأعداد الصاتمة، ديوان اللغة العربية.